# Abram A. Hammond

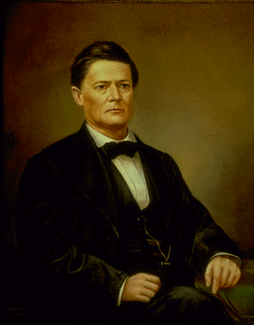
Abram Hammond

Abram Adams Hammond (*  21. März 1814 in Brattleboro, Vermont; † 27. August 1874 in Denver, Colorado) war ein US-amerikanischer Politiker und zwischen 1860 und 1861 der 12. Gouverneur von Indiana.

## Frühe Jahre
Bereits im Alter von sechs Jahren kam Hammond mit seinen Eltern nach Brookville in Indiana. Dort besuchte er die öffentlichen Schulen. Nach einem Jurastudium wurde er im Jahr 1835 als Rechtsanwalt zugelassen. In den folgenden Jahren praktizierte er in Ohio, ehe er 1849 nach Indiana zurückkehrte. Im Jahr 1849 wurde Hammond Richter im Marion County. Dieses Amt behielt er bis 1852. Dann ging er für kurze Zeit nach San Francisco in Kalifornien, wo er als Anwalt tätig war. Bereits ein Jahr später kehrte er nach Indiana zurück. Dort zog er in die Stadt Terre Haute, wo er eine neue Praxis eröffnete. Ursprünglich war Hammond Mitglied der Whigs. Als diese sich Anfang der 1850er Jahre auflösten, trat er wie viele seiner Parteifreunde zur Demokratischen Partei über. Zwischen 1857 und 1860 war Hammond Vizegouverneur von Indiana und damit Stellvertreter von Gouverneur Ashbel Willard. Nach dessen Tod am 4. Oktober 1860 fiel Hammond das Amt des Gouverneurs zu.

## Gouverneur von Indiana
Hammonds Hauptaufgabe als Gouverneur war die Beendigung der Amtszeit seines verstorbenen Vorgängers. In seiner kurzen Amtszeit setzte er sich für ein Gesetz zur Sicherung von Wahlurnen bei allgemeinen Wahlen ein. Offenbar bestand in dieser Sache in Indiana Handlungsbedarf. Auf dem Gebiet des Jugendstrafrechts forderte er den Bau eines Heims für jugendliche Straftäter, das einige Jahre später tatsächlich erbaut wurde. Hammonds kurze Amtszeit endete am 14. Januar 1861. Kurz danach erkrankte er an Rheumatismus und Asthma. Er zog sich aus der Politik zurück und zog aus gesundheitlichen Gründen nach Denver in Colorado. Dort ist er 1874 auch verstorben. Er war mit Mary B. Amsden verheiratet. Das Paar hatte ein Kind.